# Wubizixing
Pour les articles homonymes, voir Wubi.

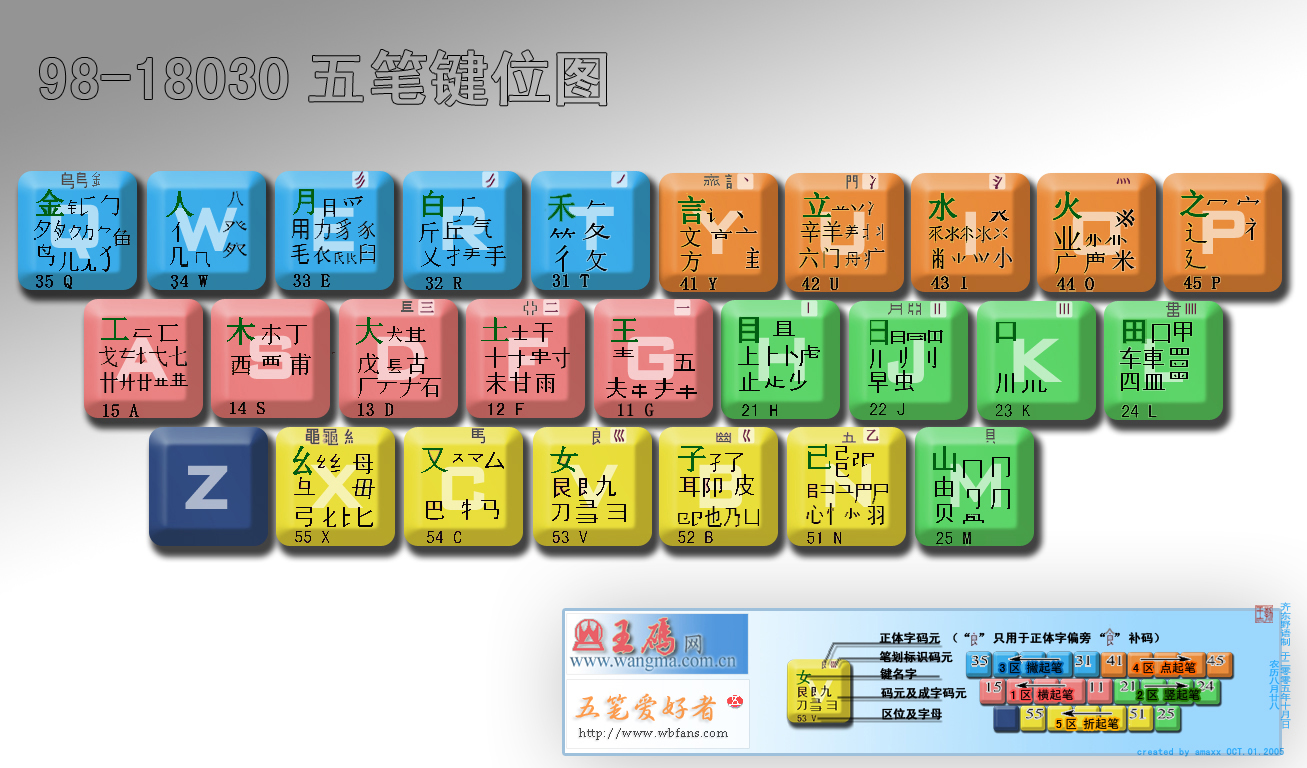
Disposition des touches

Wubizixing (chinois simplifié : 五笔字型 ; pinyin : wǔ bǐ zì xíng ; litt. « méthode des caractères en cinq (coup de) pinceau »), est une méthode informatique de saisie du chinois simplifié, le diminutif de cette méthode est wubi.
Elle est basée sur la décomposition de l'ordre de tracé des caractères chinois en suivant les cinq traits principaux : horizontal, vertical, descendant à gauche, descendant à droite, et crochet.
Cette méthode de saisie se base donc sur le tracé des caractères et permet de saisir des sinogrammes dont la prononciation n'est pas connue. En dehors de la vitesse de saisie, l'intérêt réside dans le travail de mémorisation des composants des caractères.
À chaque touche du clavier est associé un composant principal, un nombre variable d'autres composants, ainsi qu'un caractère particulièrement fréquent en chinois (les 25 caractères les plus fréquents). Les composants sont souvent des radicaux, mais ce n'est pas systématique.
Cette méthode permet de saisir les caractères avec des courtes séquences de touches.

## Principes de saisie
Il y a une table de saisie de séquence à une touche ou deux touches, et vingt cinq tables de séquence de saisie à plus de deux touches, classées par leurs deux premiers traits.
On saisit un caractère avec une combinaison de touches, ou une seule touche, selon les cas de figures ci-dessous : 
- Directement en appuyant sur une touche s'il fait partie de l'un des 25 raccourcis à une lettre, par exemple 是. Ces raccourcis correspondent aux caractères les plus fréquents en chinois : 我人有的和 主产不为这 工要在地一 上是中国同 经以发了民
- En appuyant 4 fois sur une même touche si c'est l'un des 25 composants principaux  金人月白禾立水火...
- S'il s'agit d'un composant secondaire d'une touche, il faut appuyer d'abord sur la touche comportant ce caractère, puis taper les lettres correspondant aux traits selon une logique spécifique : trait horizontal / trait vertical / trait oblique / crochet
- Sinon, en appuyant sur 2 lettres si le caractère peut être décomposé en deux composants, 3 lettres si le caractère se décompose en trois composants, et 4 lettres si le caractère comporte 4 composants ou plus, auquel cas on tape les premier, deuxième et dernier composants constituant ce caractère.
  - Il est parfois possible de saisir moins de touches s'il n'y a pas ambigüité.
  - A contrario, il est parfois nécessaire de saisir une touche permettant de différencier deux caractères ayant les mêmes composants dans le même ordre.

## Groupes de touches
La touche Z sert à différencier des caractères chinois proches.
La touche espace sert à clore la séquence de description d'un caractère.

### Groupe horizontal
Le trait horizontal est saisi via l'une des touches du groupe ASDFG.

### Groupe vertical
Le trait vertical est saisi via l'une des touches du groupe HJKLM.

### Groupe descendant
Le trait descendant à gauche est saisi via l'une des touches du groupe QWERT.

### Groupe YUIOP
Le trait descendant à droite est saisi via l'une des touches du groupe YUIOP.

### Groupe XCVBN
Le trait en crochet est saisi via l'une des touches du groupe XCVBN.